# Ahmed Hussein al-Sharaa
Ahmed Hussein al-Sharaa (Arabisch: أحمد حسين الشرع of Aḥmad Ḥusayn aš-Šaraʿ), beter bekend onder zijn deknaam Abu Mohammad al-Julani (Arabisch: أبو محمد الجولاني of Abū Muḥammad al-Julānī), is een Syrische militieleider die sinds 2017 regeert als de tweede emir van Hayat Tahrir al-Sham (HTS). Als leider van HTS speelde hij een sleutelrol in de offensieven van de Syrische oppositie in 2024, die uiteindelijk leidden tot de omverwerping van het Assad-regime. Sommige bronnen hebben hem beschreven als de facto leider van Syrië.
Al-Julani werd in 1982 geboren in Riyad, Saoedi-Arabië, in een Syrisch gezin uit de Golanhoogten. Kort voor de invasie van Irak in 2003 sloot hij zich aan bij al-Qaeda in Irak en vocht hij drie jaar lang in de Iraakse opstand. Amerikaanse troepen hebben hem tussen 2006 en 2011 gevangengehouden. Zijn vrijlating viel samen met de Syrische revolutie en in 2012 richtte hij met steun van al-Qaeda het al-Nusra Front op om deel te nemen aan de Syrische burgeroorlog tegen de Ba'ath-regering van Bashar al-Assad. Als emir van het al-Nusra Front bouwde al-Julani een bolwerk in het noordwestelijke gouvernement Idlib en verzette hij zich tegen de pogingen van Abu Bakr al-Baghdadi om al-Nusra te integreren in de Islamitische Staat. Dit geschil leidde tot een openlijk conflict tussen al-Nusra en Islamitische Staat.
Het Amerikaanse ministerie van Buitenlandse Zaken heeft al-Julani in mei 2013 op de lijst van "Specially Designated Global Terrorist" geplaatst en vier jaar later werd een beloning van 10 miljoen dollar uitgeloofd voor informatie die tot zijn arrestatie zou leiden.
In 2016 verbrak al-Julani de banden met al-Qaeda en een jaar later fuseerde al-Nusra met andere organisaties om Hay'at Tahrir al-Sham te vormen. Sinds zijn breuk met al-Qaeda streeft hij naar internationale legitimiteit door zich te richten op het bestuur van Syrië in plaats van op wereldwijde jihadistische doelen. HTS heeft in het gebied dat het controleert een bestuur opgericht dat belastingen int, openbare diensten verleent en identiteitskaarten aan inwoners verstrekt, hoewel het ook kritiek heeft gekregen op autoritaire tactieken en het onderdrukken van andersdenkenden. De laatste jaren heeft hij een gematigder visie gepresenteerd, waarbij hij suggereert dat hij geen behoefte heeft aan oorlog tegen westerse landen en hij gezworen heeft minderheden te beschermen.

## Vroege leven

### Familie-achtergrond

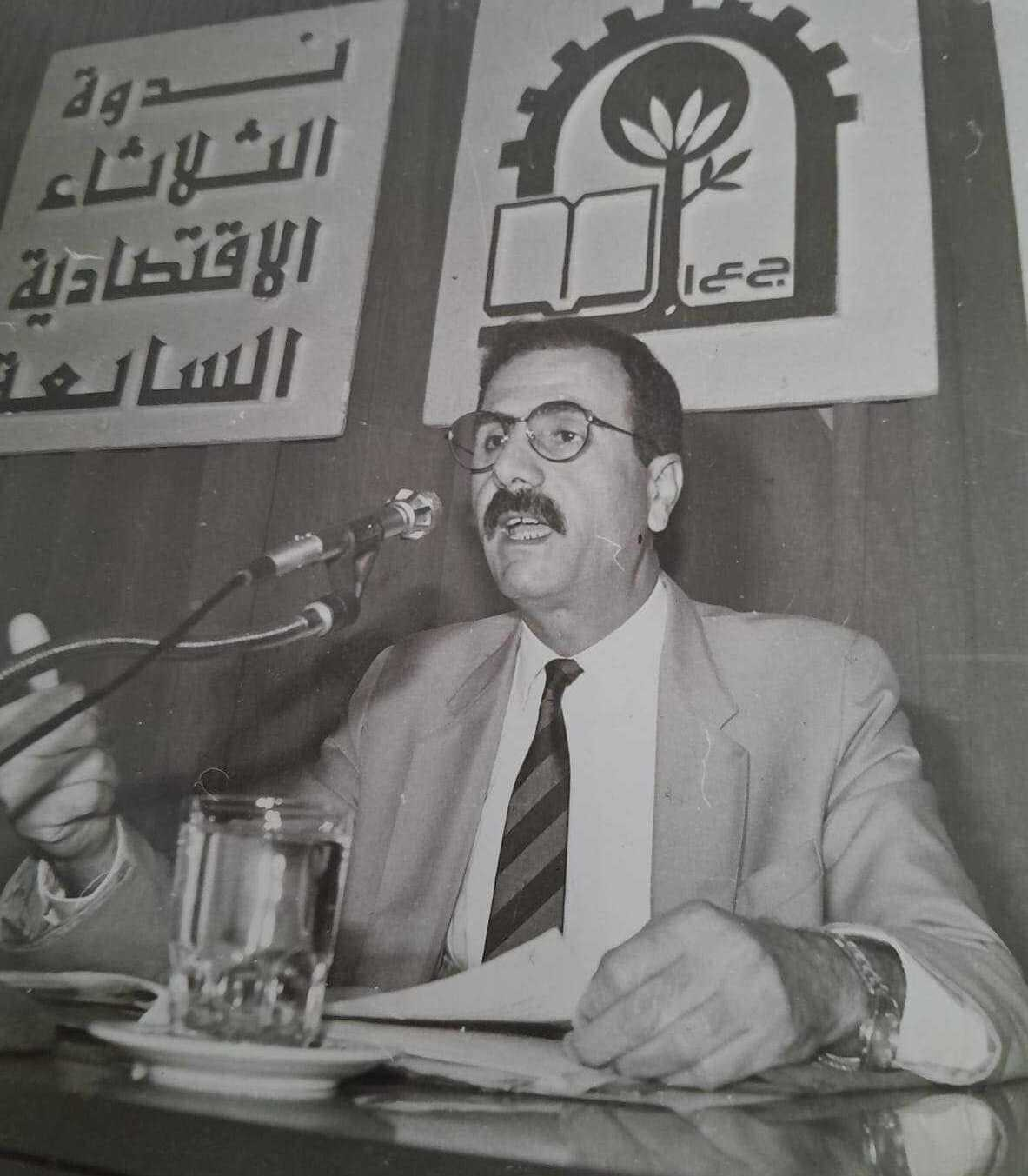
Al-Julani's vader, Hussein al-Sharaa, afgebeeld in 1992

De familie van al-Julani kwam uit de Golanhoogten in Syrië en werd in 1967 ontheemd na de Israëlische bezetting tijdens de Zesdaagse Oorlog. De nisba "al-Julani" in zijn nom de guerre is een verwijzing naar de Golanhoogten.
De vader van al-Julani, Hussein Ali al-Sharaa, was een Arabische nationalistische studentenactivist voor de Nasseristen in Syrië die economie studeerde aan de Universiteit van Bagdad voordat hij olie-ingenieur werd. Hij publiceerde talrijke boeken over regionale economische ontwikkeling. Al-Julani's oom is Farouk al-Sharaa.
Zijn grootvader van vaderskant, Ali Mohammed al-Sharaa, was een grootgrondbezitter en handelaar in de stad Fiq. Zijn overgrootvader Mohammed Khalid al-Sharaa (1899-1932) speelde een belangrijke rol in de Grote Syrische Opstand tegen de Franse bezetting van Syrië. Hij werd bij verstek ter dood veroordeeld vanwege zijn betrokkenheid bij de opstand, hoewel de straf nooit werd uitgevoerd.

### Jeugd in Syrië
Al-Julani werd in 1982 in Riyad geboren als Ahmed Hussein al-Sharaa in een middenklassegezin. Zijn vader werkte daar als olie-ingenieur en zijn moeder was lerares aardrijkskunde. Het gezin keerde in 1989 terug naar Syrië en vestigde zich in de welvarende wijk Mezzeh in Damascus. Volgens Hussam Jazmati, die zijn meest definitieve biografie schreef, herinneren klasgenoten al-Julani als een ijverige maar onopvallende jongen die een dikke bril droeg en de aandacht vermeed. Tijdens zijn jeugd werd hij beschreven als ‘stil’ en ‘verlegen’, ‘manipulatief intelligent’ maar ‘sociaal introvert’, en stond hij bekend om zijn ‘goede uiterlijk’ en een romance met een Alawietenmeisje die door beide families werd afgewezen. Hij bleef in Damascus, studeerde mediastudies en begon aan een studie geneeskunde totdat hij in 2003 naar Irak verhuisde.

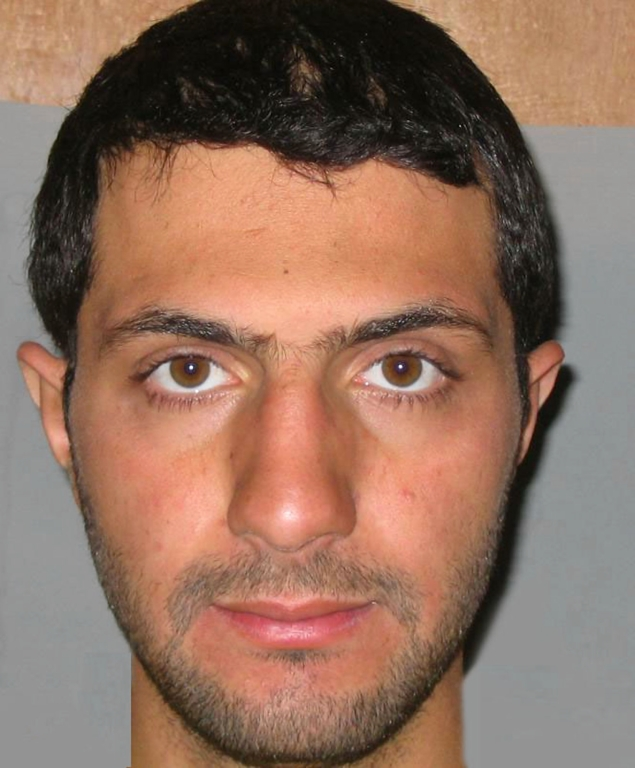
Foto van al-Julani in 2006, na zijn gevangenneming door Amerikaanse troepen in Irak

Volgens een interview met Frontline in 2021 verklaarde al-Julani dat hij door de Tweede Palestijnse Intifada in 2000 geradicaliseerd werd, toen hij 17 of 18 jaar oud was. Hij zei: "Ik begon na te denken over hoe ik mijn plichten kon vervullen, door een volk te verdedigen dat onderdrukt wordt door bezetters en indringers."
Uit waardering voor de aanslagen van 11 september reisde al-Julani slechts enkele weken voor de invasie van Irak in 2003 per bus van Damascus naar Bagdad, waar hij snel opklom in de gelederen van al-Qaeda in Irak (AQI). The Times of Israel beweerde dat al-Julani een naaste medewerker was van AQI-leider Abu Musab al-Zarqawi. In zijn interview met Frontline uit 2021 ontkende al-Julani dat hij al-Zarqawi ooit had ontmoet en beweerde hij dat hij alleen als gewone infanterist onder al-Qaeda had gediend tegen de Amerikaanse bezetting. Vóór het uitbreken van de Iraakse burgeroorlog in 2006 werd al-Julani gearresteerd door Amerikaanse troepen en meer dan vijf jaar gevangengehouden in verschillende gevangenissen, waaronder Abu Ghraib, Camp Bucca, Camp Cropper en de al-Tajji-gevangenis.

## Syrische burgeroorlog

#### Syrische opstand en oprichting van al-Nusra
In 2011 waren er grootschalige protesten doorheen de Arabische wereld. In Syrië werd de onrust zo groot dat er een burgeroorlog ontstond. Abu Bakr al-Baghdadi, de leider van de Islamitische Staat in Irak (ISI), een opvolger van Al Qaida in Irak en de voorloper op deIslamitische Staat (in Irak en de Levant), stuurde ter ondersteuning een groep naar Idlib in Noord-Syrië. Al-Julani was hiervan de leider en was behaalde enige populariteit. Jabhat al-Nusra (nl. Het Steunfront [voor het Syrische Volk]), zoals de groep zou gaan heten, voer echter een eigen koers door zich meer te focussen op het nastreven van een nationale beweging.Dit zou tot frictie leiden tussen Jabhat al-Nusra en de ISI, dat een transnationale ideologie aanhield. In 2013 verklaarde al-Baghdadi de groep dan ook ontbonden, waarop al-Julani zijn volgers ervan verzekerde dat hij van plan was door te gaan en zijn steun uitsprak voor de centrale tak van al-Qaida via Ayman al-Zawahiri.
In december 2012 bestempelde het Amerikaanse ministerie van Buitenlandse Zaken Jabhat al-Nusra al als een terroristische organisatie, en identificeerde het als een alias voor ISI. Onder het leiderschap van al-Julani groeide al-Nusra uit tot een van de machtigste groepen van Syrië. Het bolwerk ervan was gecentreerd in het gouvernement Idlib in het noordwesten van Syrië.

#### Aanvallen
Onder leiding van al-Julani voerden al-Nusra, Jabhat Fateh al-Sham en Hay'at Tahrir al-Sham tussen 2012 en 2017 verschillende zelfmoordaanslagen en sektarische zuiveringsacties uit tegen sjiitische moslims, Druzen en Alawieten. Hieronder vallen de bomaanslag op al-Midan in januari 2012, het bloedbad in Hatla, het bloedbad in Qalb Loze, de aanval op Zara'a, en een van de bomaanslagen in Damascus in maart 2017. Al-Nusra werd ook verdacht van de bomaanslagen in Damascus op 10 mei 2012 en in februari 2013.

#### Conflict met ISIS
Toen al-Julani tussen 2012 en 2013 een groot gebied in Syrië veroverde, werd de Iraakse leiding van de ISI achterdochtig. Al-Nusra groeide in populariteit door het leveren van sociale diensten en de samenwerking met andere gewapende Syrische oppositiegroepen tegen het Assad-regime; al-Julani negeerde de bevelen van al-Baghdadi om ook tegen hen te vechten en activisten van de oppositie te doden. De belangrijkste adviseur van al-Baghdadi, Abu Ali al-Anbari, reisde naar Syrië om onderzoek te doen naar al-Julani en concludeerde dat hij een "sluw persoon was; een man met twee gezichten; [...] [die] straalt als hij zijn naam op satellietkanalen hoort".
Bezorgd over de groeiende populariteit van al-Nusra en de vermeende insubordinatie van al-Julani, kondigde al-Baghdadi in april 2013 eenzijdig een fusie aan tussen al-Nusra en ISI onder de nieuwe naam Islamitische Staat van Irak en Syrië (ISIS). De voorgestelde fusie zou de autonomie van al-Nusra tenietdoen, omdat alle leiders, beslissingen en activiteiten onder de directe controle van Abu Bakr al-Baghdadi zouden komen. 
Om de onafhankelijkheid van al-Nusra te behouden, zwoer al-Julani zijn trouw (bay'ah) rechtstreeks aan de leider van al-Qaeda, Ayman al-Zawahiri, die vervolgens de onafhankelijkheid van al-Nusra bevestigde. Terwijl al-Nusra hiervoor al indirect trouw had gezworen aan al-Qaeda via zijn trouw aan ISI, omzeilde deze nieuwe belofte ISI volledig, waardoor al-Nusra de officiële Syrische tak van al-Qaeda werd.
Eind 2013 beval al-Zawahiri al-Baghdadi om de nietigverklaring van de samenwerking tussen ISI en al-Nusra te aanvaarden, maar deze weigerde en probeerde ermee door te gaan. In februari 2014 waren de pogingen om het geschil tussen ISI en al-Nusra te beëindigen mislukt, wat ertoe leidde dat al-Qaeda in februari 2014 formeel de banden met ISI verbrak en al-Nusra de enige vertegenwoordiger van al-Qaeda in Syrië werd. Na de moord op Abu Khalid al-Suri op 23 februari hekelde al-Julani ISI en vergeleek hen met de Iraakse sahawat die samen met de VS tegen al-Qaeda vochten, waarbij hij hen ervan beschuldigde de strijd tegen Assad te ondermijnen door tegen rebellen te vechten. Er volgde een openlijke oorlog tussen ISI en al-Nusra; al-Julani waarschuwde dat de gevechten Assad in het zadel hielden. In de daaropvolgende maanden veroverde ISI een groot deel van het gebied dat werd gecontroleerd door al-Nusra en de Syrische oppositie. waardoor in februari 2015 naar schatting vierduizend strijders aan beide kanten om het leven kwamen.

#### Jabhat Fateh al-Sham
Op 28 juli 2016 kondigde al-Julani in een opgenomen bericht aan dat al-Nusra zou worden omgedoopt tot Jabha t Fateh al-Sham (Front voor de Verovering van Syrië). In zijn aankondiging verklaarde al-Julani dat de nieuwe naam van de groep "geen enkele band had met enige externe entiteit". Hoewel sommige analisten dit interpreteerden als een breuk met al-Qaeda, noemde al-Julani de organisatie niet expliciet en deed hij ook geen afstand van zijn eed van trouw aan Ayman al-Zawahiri.

#### Vorming van Hay'at Tahrir al-Sham (HTS)
Op 28 januari 2017 kondigde al-Julani de ontbinding van Jabhat al-Fath al-Sham aan en de fusie ervan met verschillende andere Syrische rebbelengroepen tot Hay'at Tahrir al-Sham (HTS). De Amerikaanse regering verwierp deze naamsverandering snel. De Amerikaanse ambassade in Syrië verklaarde dat "de kern van HTS blijft al-Nusra, een aangewezen terroristische organisatie. Deze aanduiding geldt ongeacht welke naam het gebruikt of welke groepen erin opgaan". De ambassade karakteriseerde de vorming van HTS als een poging om "de Syrische revolutie te kapen" in plaats van een beweging richting gematigdheid.
Ondanks dit standpunt gaf de groep onder HTS prioriteit aan de strijd tegen al-Qaeda en ISIS, in een poging haar positie ten opzichte van westerse landen te verbeteren. HTS verslaat de jaren hierna ISIS, al-Qaeda en de meeste vijandige groepen op haar grondgebied en behoud de controle over het grootste deel van het gouvernement Idlib, dat het bestuurt via de aan HTS gelieerde Syrische Reddingsregering.
Medio 2020 vergrootte al-Julani zijn publieke aanwezigheid in Idlib om steun onder de bevolking te verwerven. Media met banden met HTS breidden hun output in deze periode aanzienlijk uit. Er werden dagelijks video's uitgebracht waarin de activiteiten van het bestuur, de belastingverdeling in plattelandsgebieden, operaties aan het front en al-Julani's ontmoetingen met lokale milities werden getoond.

#### Bestuur van Idlib

Militaire situatie vóór de offensieven van de oppositie eind 2024.
Gebieden in handen van Tahrir al-Sham (wit) en de Syrische regering (rood).

Onder het bestuur van al-Julani maakte Idlib een aanzienlijke ontwikkeling door en werd het de snelst groeiende regio van Syrië, ondanks dat het historisch gezien de armste provincie van Syrië was. Het gebied beschikte over nieuwe luxe winkelcentra, woonwijken en een elektriciteitsvoorziening die de hele dag door beschikbaar was, beter dan die van Damascus. Ook was er een universiteit met 18.000 gescheiden studenten. Zijn regering kreeg echter kritiek op zijn belastingbeleid, waaronder importheffingen op goederen uit Turkije en controleposten tegen gesmokkelde goederen, en op de economische impact van de depreciatie van de Turkse lira, de belangrijkste munteenheid in de regio.
In maart 2024 braken er in Idlib wijdverspreide protesten uit tegen het bewind van al-Julani. De demonstranten riepen daarbij de slogan "Isqat al-Jolani " ("Weg met Jolani"), wat doet denken aan eerdere protesten tegen het regime van Assad. Ruim een maand lang protesteerden honderden en soms duizenden demonstranten door de steden en dorpen van Idlib. De protesten werden veroorzaakt door meerdere factoren, waaronder beschuldigingen van wreedheid, berichten over duizenden critici die in de gevangenis zaten, en economische grieven in verband met de hoge belastingen.
Als reactie op de onrust deed al-Julani een aantal concessies. Hij liet honderden gevangenen vrij die waren gearresteerd tijdens een veiligheidsoperatie de zomer daarvoor, onder wie zijn voormalige plaatsvervanger Abu Maria al-Qahtani, die samen met 300 anderen was gearresteerd in het kader van een zuivering van zijn beweging. Hij beloofde ook lokale verkiezingen en meer werkgelegenheid voor ontheemden, terwijl hij de demonstranten waarschuwde voor wat hij verraad noemde.
Turkije, dat eerder had bijgedragen aan de stabiliteit van de provincie door de provincie aan te sluiten op het elektriciteitsnet en bouwmaterialen vrijelijk toe te laten, maakte zich zorgen over de toenemende invloed van al-Julani. Als reactie hierop beperkte het land de handel via de grensovergangen met Idlib, wat gevolgen had voor de inkomsten van HTS. Uit berichten blijkt dat al-Julani twee keer heeft geprobeerd andere door Turkije bestuurde gebieden in Noord-Syrië over te nemen.

#### 2024: Rebellenoffensief in Syrië

Offensieven van de Syrische oppositie die het regime van Assad in 11 dagen omverwierpen

Eind november 2024 leidde al-Julani HTS het rebellenoffensief in Syrië tegen de strijdkrachten van Assad.
Tijdens de inname van Aleppo gaf al-Julani zijn troepen opdracht om 'kinderen niet bang te maken', daarnaast zonden HTS-kanalen beelden uit van christenen in de stad die hun normale activiteiten voortzetten. Aartsbisschop Afram Ma'lui verklaarde dat dagelijkse diensten niet beïnvloed zouden worden door de machtsoverdracht. Nadat de troepen van het Assad-regime uit de stad waren verdreven, verklaarde al-Julani: "Diversiteit is een kracht". HTS richtte snel bestuursorganen op om basisvoorzieningen te herstellen, zoals afvalverwerking en elektriciteits- en watervoorziening. De Algemene Zakat Commissie van de groep begon met het distribueren van noodvoorraden brood, terwijl de Algemene Organisatie voor Graanhandel en -verwerking brandstof leverde aan lokale bakkerijen. Het ministerie van Ontwikkeling en Humanitaire Zaken meldde dat het 65.000 broden heeft geleverd in het kader van een campagne genaamd 'Samen keren we terug'.
Op 6 december verklaarde al-Julani in een interview met CNN dat het doel van het offensief was om Assad van de macht te verdrijven. Onder zijn echte naam, Ahmed al-Sharaa, beloofde hij expliciet minderheidsgroepen te beschermen, en schetste hij plannen voor het opzetten van een regering die gegrondvest is op instellingen met een ‘raad gekozen door het volk’. Volgens Dareen Khalifa van de International Crisis Group overwoog al-Julani zelfs om HTS te ontbinden om de civiele en militaire bestuursstructuren te versterken. Ook had hij de intentie om de terugkeer van Syrische vluchtelingen naar hun huizen te vergemakkelijken.

## Bestuur na de val van de regering van Assad
Op 8 december kondigde de Syrische premier Mohammad Ghazi al-Jalali aan dat de Syrische regering de macht zou overdragen aan een nieuw gekozen regering na het vertrek van Assad. Al-Julani kondigde verder aan dat al-Jalali "toezicht zal houden op de staatsinstellingen totdat deze worden overgedragen". Al-Jalali merkte later tegenover Al Arabiya op dat al-Julani vóór de aankondiging contact met hem had gehad om de overdracht te bespreken. Op dezelfde dag hield hij een toespraak in de Omajjadenmoskee in Damascus, waarin hij de val van het regime van Assad omschreef als ‘een nieuw hoofdstuk in de geschiedenis van de regio’ en de rol van Syrië veroordeelde als ‘een speeltuin voor Iraanse ambities’, gekenmerkt door sektarisme en corruptie.  Op 9 december publiceerde HTS een video van al-Julani, al-Jalali en Mohammed al-Bashir, het hoofd van de de facto regering in Idlib. Op 12 december ontmoette al-Julani Turkse functionarissen, wat de eerste diplomatieke delegatie was sinds de val van Assad.
In een interview met het Syrische tv-nieuwskanaal, waarin hij reageerde op de aanhoudende Israëlische luchtaanvallen op Syrië, zei al-Julani dat Israël na de val van het Assad-regime "geen enkele excuses" meer heeft om Syrisch grondgebied aan te vallen. Hij sprak ook over "diplomatieke oplossingen" als de enige manier om de veiligheid te waarborgen in plaats van "ondoordachte militaire avonturen".
Toen de Duitse minister van buitenlandse zaken Annalena Baerbock op 4 januari 2025 samen met haar Franse collega de nieuwe Syrische leider bezocht, gaf Al-Shara alleen de Fransman een hand en weigerde die van Baerbock.
Op 29 maart 2025 verving Al-Sharaa de interimregering van premier Al-Bashir door een overgangsregering onder zijn eigen leiding.
Als president van Syrië hebben inmiddels ontmoetingen plaatsgevonden met de Amerikaanse president Donald Trump en reisde hij op uitnodiging van de Franse president Emmanuel Macron in mei 2025 naar Parijs.
In 2025 vinden tijdens zijn regering grootschalige incidenten plaats, zoals bloedbaden op de Alewieten (2.191 doden tussen 6 tot 27 maart 2025) en de Druzen (meer dan 1.000 doden tussen 10 en 20 juli). Beide claims zijn afkomstig van het Syrisch Observatorium voor de Mensenrechten.

## Documentaire
Op 1 juni 2021 bracht PBS's Frontline een documentaire uit, The Jihadist, waarin het verleden van al-Julani werd onderzocht in de context van de aanhoudende Syrische burgeroorlog. In het interview, waarin hij terugblikte op zijn vroegere banden met al-Qaeda, op het Amerikaanse buitenlandse beleid in het Midden-Oosten en op de Palestijnse zaak, zei al-Julani het volgende:
"Er moet rekening worden gehouden met de geschiedenis van de regio en wat er de afgelopen 20 of 30 jaar is gebeurd. We hebben het hier over een regio die werd geregeerd door tirannen, door mensen die met ijzeren vuist en met strenge veiligheidsapparaten regeren. Tegelijkertijd wordt de regio omringd door talrijke conflicten en oorlogen (...) We kunnen niet zomaar een klein stuk uit deze geschiedenis pakken en zeggen dat iemand zich bij Al-Qaeda heeft aangesloten. Er zijn duizenden mensen die zich bij Al-Qaeda hebben aangesloten. Wat was de reden dat al die mensen zich aansloten? Dat is de vraag. Is het Amerikaanse beleid in de regio na de Tweede Wereldoorlog deels verantwoordelijk geweest voor het feit dat mensen richting Al-Qaeda zijn gegaan? En zijn de Europese beleidsmaatregelen in de regio verantwoordelijk voor reacties van mensen die sympathiseren met de Palestijnse zaak of voor de manier waarop het zionistische regime met de Palestijnen omgaat? (...) zijn de onderdrukte volkeren, die alles wat er in bijvoorbeeld Irak en Afghanistan is gebeurd, moesten doorstaan verantwoordelijk (...) Onze betrokkenheid bij Al-Qaeda in het verleden was toen, en nu voorbij. Zelfs toen we bij Al-Qaeda waren, waren we tegen aanvallen van buitenaf. Het is dan ook volledig in strijd met ons beleid om vanuit Syrië externe operaties uit te voeren die gericht zijn op Europeanen of Amerikanen. Dit maakte totaal geen deel uit van onze berekeningen, en we hebben het ook nooit gedaan."
- Gemeinsame Normdatei: 1351730525
- International Standard Name Identifier: 0000 0004 5425 1067
- Library of Congress Control Number: n2015070673
- Nationale Bibliotheek van Israël: 987007568291705171
- Virtual International Authority File: 134145003297861301771